# Quinto (Spagna)
Quinto è un comune spagnolo di 2 108 abitanti situato nella comunità autonoma dell'Aragona.
Il comune è anche il capoluogo della comarca della Ribera Baja del Ebro.